# ナイフゲーム

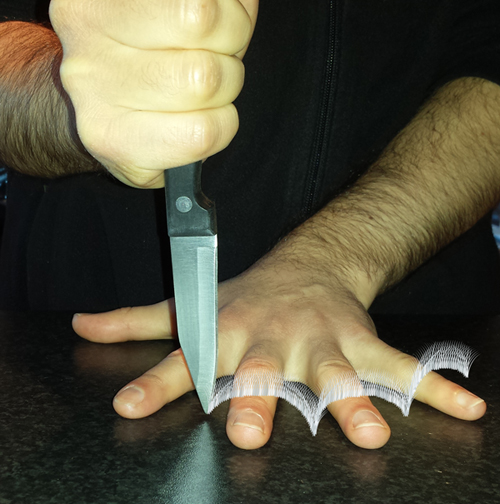
ナイフゲームを行う様子。白い部分はナイフの動きを表している。

ナイフゲームは、手のひらをテーブルの上に置いて指を広げ、ナイフまたはその他の鋭利な物（ペンなど）を使用して、指に当たらないようにしながら指の間を次々に刺していくゲーム。ファイブフィンガーフィレット（five finger fillet, FFF）などとも呼ばれる。

## 大衆文化

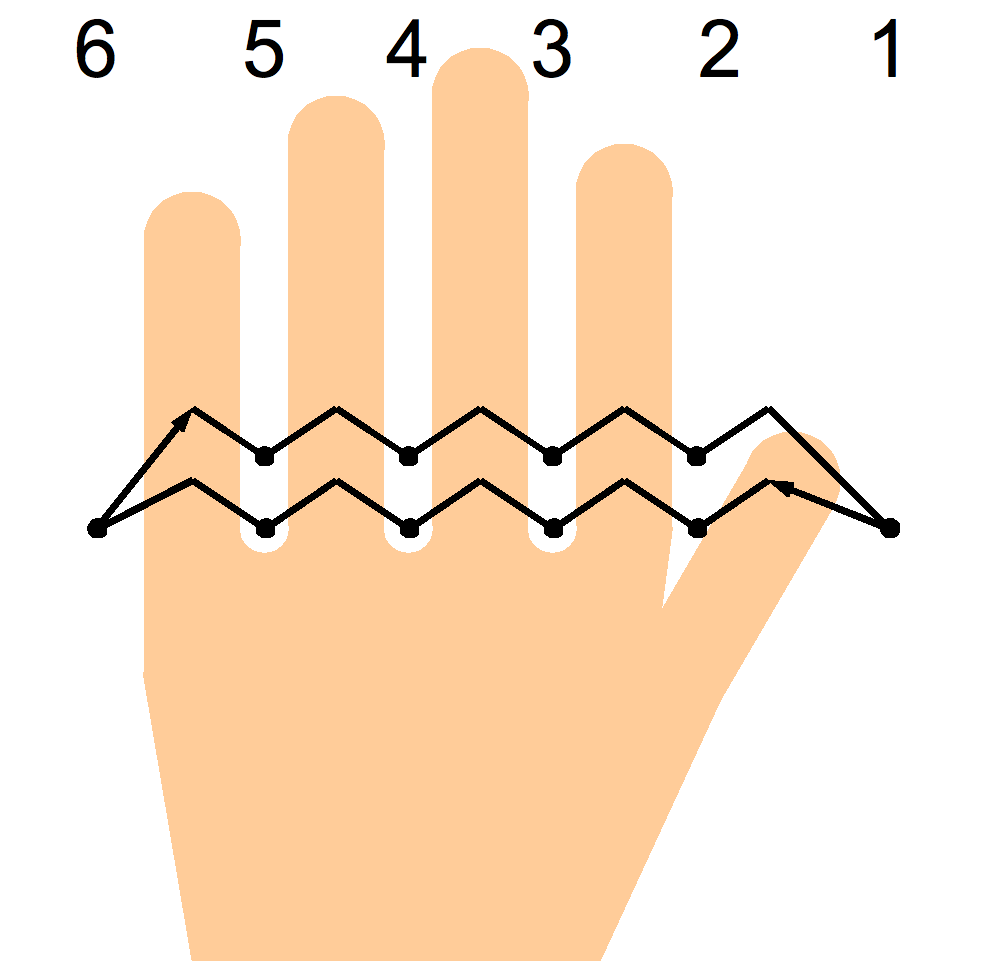
簡単な手順の例（1-2-3-4-5-6-5-4-3-2-1）

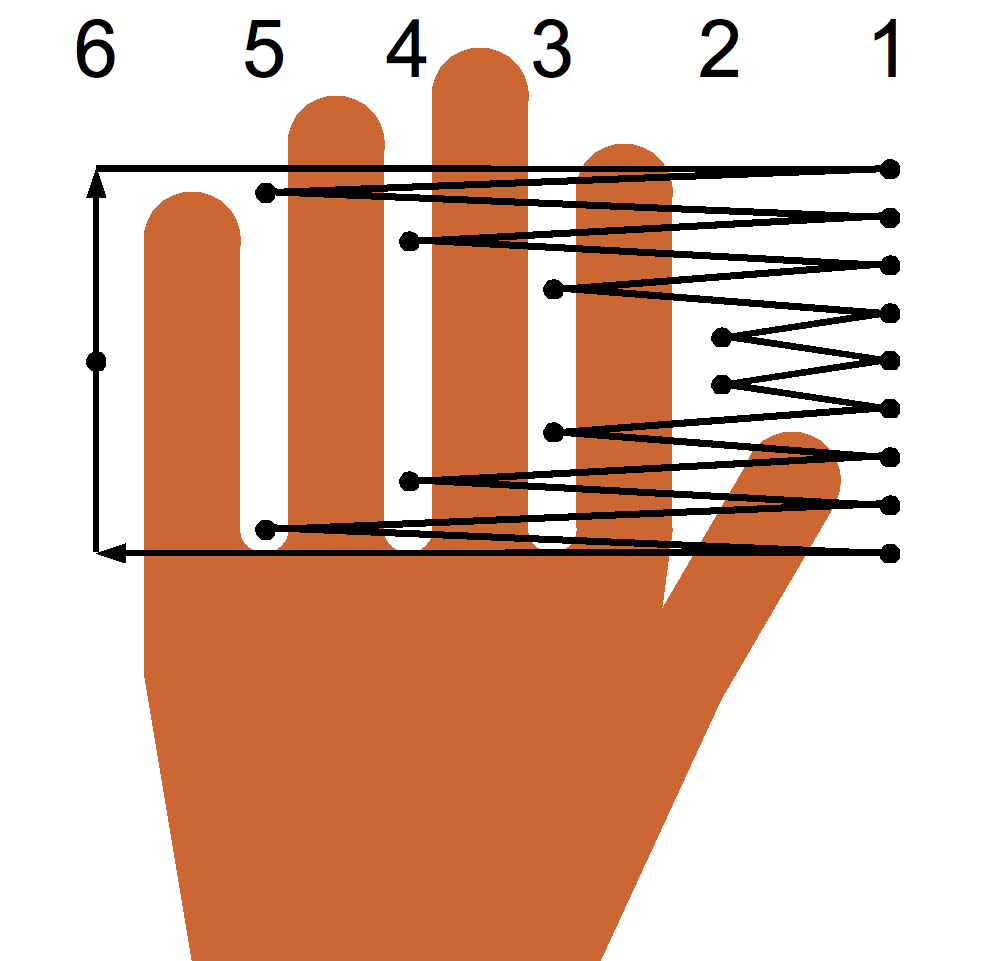
複雑な手順の例（1-2-1-3-1-4-1-5-1-6-1-5-1-4-1-3-1-2）

- ロマン・ポランスキー監督の映画『水の中のナイフ』（1962年）では、若いヒッチハイカーがヨットのデッキでナイフゲームを行う[1]。
- ジェームズ・キャメロン監督の映画『エイリアン2』（1986年）では、アンドロイドの乗組員ビショップが別の乗組員とナイフゲームをする[2]。
- アメリカHBO製作のドラマ『ボードウォーク・エンパイア 欲望の街』（2010年）のシーズン1第6話では、第一次世界大戦の退役軍人のジミー・ダーモディが若きアル・カポネとナイフゲームを行う[3]。
- Rockstar Gamesのコンピュータゲーム『レッド・デッド・リデンプション2』（2018年）では、ミニゲームの一つとしてナイフゲームがある[4]。